# أوبيلتوكساكسيماب
أوبيلتوكساكسيماب (بالإنجليزية: Obiltoxaximab)‏، الذي يباع تحت الاسم التجاري أنثيم (Anthim)، هو دواء يستخدم مع المضادات الحيوية لعلاج الجمرة الخبيثة و الوقاية منها أيضا. خاصة في الحالات التي تصيب الرئتين. و يؤخذ عن طريق الحقن التدريجي في الوريد.
تشمل الآثار الجانبية الشائعة لهذا العقار على: الصداع و الحكة و عدوى الجهاز التنفسي العلوي و الألم في موقع الحقن. كما و قد تشمل الآثار الجانبية الأخرى على الحساسية المفرطة. على الرغم من أنه لم يتم العثور على أي ضرر أثناء فترة الحمل، إلا أن مثل هذا الاحتمال لم تتم دراسته بشكل جيد. إنه جسم مضاد وحيد النسيلة يرتبط بسم بكتيريا الجمرة الخبيثة.
تمت الموافقة عليه للاستخدام طبيًا في الولايات المتحدة في عام 2016 و في أوروبا في عام 2020. على الرغم من اعتماده في المملكة المتحدة و أوروبا، إلا أنه لم يعد متاحا هناك اعتبارًا من عام 2021. في الولايات المتحدة يتم الاحتفاظ به في المخزون الوطني الاستراتيجي.